# Es tut sich was in Hollywood
Es tut sich was in Hollywood (OT: Show People) ist eine US-amerikanische Filmkomödie aus dem Jahre 1928. Der Stummfilm von King Vidor porträtiert den Aufstieg einer unbekannten Komödiantin zum großen Star und ihren Abstieg. Die Satire basiert lose auf der Lebensgeschichte von Gloria Swanson.

## Handlung
Die junge Peggy Pepper ist mit ihrem Vater aus dem ländlichen Georgia nach Hollywood gekommen, um Filmstar zu werden. Jedoch muss sie erst den mühseligen Weg über das Casting-Büro gehen. In der Studiokantine lernt sie den Komödiendarsteller Billy Boone kennen. Er will ihr einen Job vor der Kamera verschaffen. Am nächsten Tag soll sie in die Comet Studios kommen und sich vorstellen. Während sie denkt, sie werde als große Charakterdarstellerin eingestellt, sind die Studios doch gänzlich auf billig und schnell gedrehte Komödien spezialisiert. Und so ist Peggy ziemlich entsetzt, als sie statt einen bedeutungsvollen Satz zu sagen erst mal eine Ladung Sodawasser ins Gesicht bekommt. Doch Billy baut sie wieder auf und sie arrangiert sich mit ihrem Schicksal, ganz unten anfangen zu müssen.
Bei einer Testvorführung ihres ersten Films hat dieser großen Erfolg und Peggy wird sogar von Charlie Chaplin um ein Autogramm gebeten. Sie erkennt ihn jedoch in ihrer Naivität nicht und fällt in Ohnmacht, als Billy ihr sagt, wer das gerade war. Doch sie erregt durch ihren Film Aufmerksamkeit und bekommt einen Vertrag beim renommierten High Arts Studio, was allerdings durch die Tatsache getrübt wird, dass sie Billy und die anderen bei Comet zurücklassen muss. Bei High Arts bekommt Peggy den auf romantische Liebhaberrollen spezialisierten André Telfair, der sich André de Bergerac nennt, zur Seite gestellt, versagt aber zunächst, als sie bei Probeaufnahmen vergeblich versucht, auf Kommando in Tränen auszubrechen.
Doch mit der Zeit hat sie großen Erfolg, vergisst dadurch aber ihren Ursprung und legt sich Starallüren, mit Patricia Pepoire einen neuen Namen und eine fiktive Biografie zu, die ihre Herkunft aus kleinen Verhältnissen und ihre Anfänge als Slapstick-Darstellerin negiert. Billy, der unterdessen so weitergemacht hat wie bisher und sich mit Peggys Vater angefreundet hat, erhält von ihr eine Abfuhr, als er sie zu sich nach Hause zum Essen einladen will. Sie sei mit ihrem neuen Filmpartner verabredet, was zum Geschäft gehöre.
Eines Tages, als Ms Pepoire mit ihrem Team für Szenen eines historischen Abenteuerfilms außerhalb des Studios weilt, werden in derselben Gegend Außenaufnahmen für eine Slapstick-Komödie der Comet Studios gedreht. Billy nutzt die Gelegenheit, um seine alte Freundin in einer Drehpause abzufangen. Ihr ist das Treffen jedoch furchtbar peinlich und sie lässt sich nur widerwillig auf eine Unterhaltung mit ihm ein. Erst als Billy ihren Filmpartner André als ehemaligen Kellner entlarvt, obwohl der sich ihr als von adeliger Abstammung vorgestellt hatte, demütigt und beleidigt sie Billy, so dass er traurig davon schleicht.
Patricias Erfolg lässt nach, als das Publikum die arrogante, unnatürliche Art einer Patricia Pepoire nicht mehr sehen will. Sie will das jedoch nicht wahrhaben und tut die Warnungen ihres Produzenten ab. Als sie schließlich André heiraten will, fängt Billy sie im Speisezimmer ab. Er versucht sie mit einer Ladung Sodawasser an ihre alten Zeiten zu erinnern, was sie mit einer Torte quittiert, die aber statt in Billys in Andrés Gesicht landet, als der den Raum betritt. Weil Ms Pepoire sich trotzdem von Billy abwendet, glaubt der, verloren zu haben und räumt das Feld. Doch als Peggy anschließend das mit Sahne überzogene Gesicht von André sieht, fängt sie lauthals an zu lachen. Sie ist zur Vernunft gekommen und sagt die Hochzeit ab.
Billy bekommt durch Peggy eine Rolle in einem Kriegsfilm von King Vidor vermittelt. Jedoch weiß er nicht, wem er sein Glück zu verdanken hat und traut seinen Augen nicht, als er seine Filmpartnerin vor der Kamera zum ersten Mal zu Gesicht bekommt. Sie fallen sich schließlich drehbuchgerecht in die Arme, küssen sich aber immer noch, als der Regisseur längst "Schnitt" gerufen hat und mit seinem Team den Drehort verlassen hat.

## Hintergrund
Marion Davies, die eine eigene Filmgesellschaft unter dem Dach von MGM betrieb, war neben Constance Talmadge eine der populärsten Komödiantinnen der Stummfilmzeit. Gemeinsam mit King Vidor hatte sie bereits im Vorjahr mit The Patsy einen großen Erfolg sowohl an der Kinokasse als auch bei den Kritikern. Die rühmten ihr Talent, Imitationen von bekannten Leinwandstars zu geben. So verkörperte Marion in dem Streifen unter anderem Mae Murray und Pola Negri. Insoweit galt es als ausgemacht, dass Vidor auch bei Davies nächstem Streifen Regie führen sollte.
Der Film, der auch als fast dokumentarische Inneneinsicht in Hollywoods Traumfabrik, bezeichnet wurde, kam am 11. November 1928 in die US-amerikanischen und im Jahre 1930 in die deutschen Kinos. Der Film war einer der letzten großen Erfolge eines Stummfilms. Bekannt wurde vor allem die Szene, in der sich bei einem Lunch in dem fiktiven Studio von Peggy die gesamte Hollywoodprominenz der Zeit ein Stelldichein gibt: unter anderem Douglas Fairbanks, Mae Murray, Norma Talmadge, Leatrice Joy und John Gilbert. Auch etliche andere Stars wie Mary Pickford, Charles Chaplin und Gloria Swanson traten als sie selbst auf und sogar King Vidor war in einer Szene gegen Schluss als King Vidor zu sehen.
Obwohl der Film lose auf dem Aufstieg von Gloria Swanson basierte, hatte die Handlung auch in der Karriere der Hauptdarstellerin eine Entsprechung. Davies war mit dem Verleger William Randolph Hearst liiert. Hearst sah in Davies vor allem die Darstellerin von opulenten Dramen wie When Knighthood was in Flower aus dem Jahr 1922, der über $ 800.000 gekostet hatte und Davies als Tudorprinzessin zeigte. Ihr wahres Talent lag jedoch, wie oben erwähnt, im Bereich der Komödie.
Die Szenen, die in den fiktiven Comet Studios spielen, wurden in den Keystone Studios gedreht, nachdem ihr Gründer Mack Sennett eine größere Filmgesellschaft gegründet hatte. Die Keystone Studios waren ein Sprungbrett für viele Stars der Stummfilm-Ära gewesen, die es im Laufe der Zeit teils wegen zu geringer Gage verlassen hatten.
Marion Davies, die leicht stotterte, machte trotzdem im Folgejahr einen erfolgreichen Wechsel zum Tonfilm in dem Musical Marianne, in dem sie eine Französin spielte, die nur gebrochen Englisch sprach. Mit Vidor drehte sie noch die Komödie Not so Dumb, die auf einem populären Comicstrip basierte.
Mit William Haines verband Davies eine lange Freundschaft, die auch hielt, als Haines von der MGM 1932 fallengelassen wurde und eine neue Karriere als Innenarchitekt begann.

## Filmmusik
William Axt und David Mendoza schrieben für den Film den Titelsong Cross Roads, zu dem Raymond Klages die Worte dichtete. Er wurde von verschiedenen amerikanischen Kapellen auf Grammophonplatten gespielt, z. B. für das label Banner von Mike Markel und seinen Society Favorites, bei denen Irving Kaufman als „George Beaver“ den Kehrreim sang.

## Auszeichnungen
Der Film wurde im Jahre 2003 mit einem Eintrag in das National Film Registry geehrt.

## Kritiken
- Lexikon des internationalen Films: „Eine gut gespielte und liebevoll inszenierte Hommage an die große Zeit der Slapstick-Komödien des Produzenten Mack Sennett“.[5] Die Onlineversion dagegen meint: „Brillante (Stummfilm-)Satire auf die Traumfabrik, die sich mit einer gehörigen Portion Selbstironie zu einer frühen Form von Medienkritik verdichtet und durch eine Reihe pikanter Anspielungen zum Spiegel der Hollywood-Geschäfte am Ende der 20er-Jahre wird.“[6]
- die tageszeitung: „Nicht jeder Stummfilm altert so gut wie "Show People" von King Vidor. Dabei ist er nicht etwa eine reine Sahnetorten-Komödie, sondern so etwas wie eine satirische Reflexion, über die Slapstickfilme, das Starsystem und Hollywood überhaupt.“[1]

## Wiederaufführung
Das kommunale Filmhauskino in Nürnberg zeigte Show People am Samstag, den 19. Mai 2018 um 18 Uhr in einer 35-mm-Kopie aus der Library Of Congress. Am Flügel begleitete „Deutschlands dienstältester Stummfilmmusiker“, der Pianist und Komponist Joachim Bärenz aus Essen.